# Proconsole
Proconsole (dal latino proconsul) era un promagistrato romano, a volte ex console incaricato di governare una provincia romana. Come un propretore, il proconsole era qualcuno che agiva al posto di (pro) un magistrato ufficiale. Aveva tutta l'autorità di un console, ed era in alcuni casi un ex-console la cui carica governatoriale veniva iterata di un altro mandato (prorogatio imperii).

## Storia

### Epoca repubblicana
Questa magistratura venne creata poco prima dell'inizio della seconda guerra sannitica, nel 327 a.C.: se una guerra durava molto tempo e venivano richiesti più di due comandanti per l'esercito, i consoli dell'anno precedente rimanevano in carica con gli stessi poteri dei consoli ordinari. In questo caso si parlava di prorogatio imperii.
Questa abitudine divenne comune durante la guerra contro Annibale; un'innovazione fu la nomina di semplici cittadini, cioè persone che non erano stati consoli, alla carica di proconsole. Publio Cornelio Scipione, che assunse questa carica per condurre la guerra in Spagna (211 a.C.) assunse il proconsolato prima ancora di completare la carriera che lo avrebbe potuto far diventare console. Dal I secolo a.C., gli ex-consoli incominciarono a ricoprire la carica di governatore delle province più importanti come se fossero consoli (per esempio, Giulio Cesare fu console nel 59 a.C. e proconsole della Gallia Cisalpina dal 58 a.C.).
Una Lex Iulia del 46 a.C. al tempo in cui Gaio Giulio Cesare era dittatore, limitò la durata del mandato in una provincia praetoria a un solo anno, mentre riguardo a una consularis a due anni. I governatori provinciali non avevano una paga, anche se certe spese erano coperte dall'Aerarium. Fu Augusto ad attribuire, per primo, una paga alla carica di governatore provinciale.

### Riforma augustea
Sotto l'Impero, i Governatori delle province senatorie solitamente vennero denominati proconsoli, anche se in precedenza avevano avuto altri incarichi. Venivano estratti a sorte e non indicati dall'imperatore. Essi governavano le province pacificate, ovvero quelle di più antica costituzione. In realtà, questa fu la giustificazione che Augusto avanzò al fine di sottrarre le legioni al Senato. Solo il proconsole di Africa ebbe in dote una legione, peraltro sottrattagli già da Caligola. A differenza dei legati Augusti pro praetore, essi erano gli unici governatori che godevano di un imperium proprio, non delegato dal principe, rispettando l'antica consuetudine repubblicana del mandato annuale. Augusto stabilì che fosse assegnata un'indennità fissa ai proconsoli per i loro muli e tende, che normalmente erano aggiudicati pubblicamente.
| Provincia                                                    | Statuto           | Governatore                                | Capitale                                           | Note |
| ------------------------------------------------------------ | ----------------- | ------------------------------------------ | -------------------------------------------------- | --- |
| Acaia (Achaea)                                               | senatoria         | Proconsole di rango pretorio (dal 27 a.C.) | Colonia Laus Iulia Corinthiensis (Corinto, Grecia) | Nel 15-44 riunita alla Mesia e alla Macedonia come provincia imperiale. |
| Africa (Africa) o Africa Proconsolare (Africa Proconsularis) | senatoria         | Proconsole di rango consolare              | Cartagine (Tunisia)                                | |
| Asia (Asia)                                                  | senatoria         | Proconsole di rango consolare              | Efeso (Turchia)                                    | |
| Bitinia e Ponto (Bithynia et Pontus)                         | senatoria         | Proconsole di rango pretorio               |                                                    | Divenuta provincia imperiale nel 135. |
| Cipro (Cyprus)                                               | senatoria         | Proconsole di rango pretorio               | (Cipro)                                            | In precedenza unita alla Cilicia (provincia imperiale). |
| Creta e Cirene (Creta et Cyrene)                             | senatoria         | Proconsole di rango pretorio               | Gortina (Creta, Grecia)                            | |
| Gallia Narbonense (Gallia Narbonensis)                       | senatoria         | Proconsole di rango pretorio               | Narbo (Narbona, Francia)                           | |
| Hispania Baetica (Baetica o Hispania Baetica)                | senatoria         | Proconsole di rango pretorio               |                                                    | |
| Licia e Panfilia (Lycia et Pamphylia)                        | senatoria dal 135 | Proconsole di rango pretorio               | Attaleia                                           | Dal 74 (sotto Vespasiano), tornò provincia imperiale, unita alla vicina Panfilia (Lycia et Pamphylia), venne posta sotto il governo di un legatus Augusti pro praetore di rango pretorio |
| Macedonia (Macedonia)                                        | senatoria         | Proconsole di rango pretorio               |                                                    | Tra il 15 e il 44 riunita con Mesia e Acaia come provincia imperiale, governata da un Legato imperiale di rango consolare.                                                               |
| Sicilia (Sicilia)                                            | senatoria         | Proconsole di rango pretorio               | Syracusae (Siracusa, Italia)                       | |

### Tardo impero
La carica sopravvisse fino al tardo impero. La Notitia dignitatum ancora nel V secolo accenna a tre proconsoli, apparentemente con poteri persino superiori ai vicari delle diocesi corrispondenti. Essi erano:
- il proconsole dell'Asia (minore) e il proconsole dell'Acaia (Grecia) nella pars orientalis;
- il solo proconsole d'Africa (fondamentalmente la moderna Tunisia) nella pars occidentalis.

Le loro province seppur radicalmente rimpicciolite rispetto al passato, erano ancora assegnate, in omaggio alla tradizione, a senatori di alto rango.
Il termine è stato anche usato per indicare il governante (o la persona realmente influente) di uno stato formalmente indipendente ma in realtà succube di una potenza straniera.